# Луїс Пеньяранда
Луїс Рейес Пеньяранда (ісп. Luis Reyes Peñaranda, 5 червня 1911 — 1945) — болівійський футболіст, що грав на позиції захисника за клуб «Універсітаріо Ла-Пас», а також національну збірну Болівії.

## Клубна кар'єра
Виступав за команду «Універсітаріо Ла-Пас» зі столиці Болівії. Виграв чемпіонат Болівії в 1929 році.
Помер у 1945 на 34-му році життя.

## Виступи за збірну
Був в заявці збірної на чемпіонат світу 1930 року в Уругваї, але на поле не виходив.
Подальша кар'єра у складі національної збірної Болівії наразі невідома.

## Титули і досягнення
- Чемпіон Болівії (1):

«Універсітаріо Ла-Пас»: 1929